# 復客制
复客制，三国孫吳政权为维护世家大族特权利益，时常把一定数量的屯田农民和编户农民，分赐给带兵将领，所赐人户皆为诸将领依附农民，不给国家纳租服役。复客制与授兵、奉邑是孙吴部曲领兵制的三个环节,是一种宗族领主制，孙权接纳豪强在政治经济上的分利措施。授兵制，又称“给兵”。东吴将领只要拜将或封侯，都可授兵，父死子继，兄终弟及，世袭领兵。孙吴的兵要为将领种地，服各种杂役，实际上是将领的农奴。奉邑制，是伴随授兵所划定的军赋食邑。奉邑属国有，租赋供军赋。